# Renaler Blutfluss
Als renaler Blutfluss (RBF; engl. renal blood flow) wird die Menge an Blut bezeichnet, die pro Minute durch die Nieren fließt, als renaler Plasmafluss (RPF) die Menge des die Nieren pro Minute durchströmenden Blutplasmas. Die Differenz RBF-RPF entspricht den im Plasma mit schwimmenden zellulären Blutbestandteilen. Denn der Hämatokrit ist der Prozentanteil der Blutzellen am Blutvolumen.
Die Filtrationsfraktion wird berechnet, indem die glomeruläre Filtrationsrate (GFR) durch den renalen Plasmafluss dividiert wird. Der Anteil der ausgeschiedenen an der filtrierten Stoffmenge für einen gegebenen Stoff heißt fraktionelle Ausscheidung.

## Definition
Der renale Blutfluss beträgt etwa ein Fünftel des Herzzeitvolumens, also etwa 1,2 Liter in der Minute. Abhängig vom Funktionszustand der Nieren kann der Wert stark variieren (Gemäß Peters betragen der renale Plasmafluss etwa 600 ml/min und der renale Blutfluss etwa 1100 ml/min). Dabei fließen  90 % des Blutes durch die Nierenrinde, 9 % durch das Mark und 1 % durch die Nierenpapille. Obwohl die Nieren nur einen kleinen Anteil des Körpergewichts ausmachen, erhalten sie einen erheblichen Teil des Blutstroms und gehören damit zu den am stärksten durchbluteten Organen. Bezogen auf das Gewicht sind die Nieren besser durchblutet als Herz, Gehirn und Leber. Der RBF bleibt durch den Bayliss-Effekt auch bei größeren Schwankungen des systemischen arteriellen Blutdruckes gut reguliert. 
Der renale Blutfluss wird bestimmt durch die Druckdifferenz ΔP zwischen der Arteria renalis und der Vena renalis und durch den renalen Gefäßwiderstand R:
{\displaystyle RBF={\frac {\Delta P}{R}}}
Sind Hämatokrit (Anteil der Erythrozyten am Volumen des Blutes) und renaler Plasmafluss bekannt, so gilt:
{\displaystyle RBF={\frac {\text{RPF}}{1-{\text{Hämatokrit}}}}}